# Transylvania Open 2023
Transylvania Open 2023 byl tenisový turnaj na ženském profesionálním okruhu WTA Tour, hraný v BTareně. Třetí ročník Transylvania Open probíhal mezi 16. až 22. říjnem 2023 v rumunské Kluži na krytých dvorcích s tvrdým povrchem.
Turnaj dotovaný 259 303 dolary patřil do kategorie WTA 250. Nejvýše nasazenou singlistkou se stala dvacátá šestá tenistka světa Sorana Cîrsteaová z Rumunska, kterou na úvod vyřadila Němka Eva Lysová. Jako poslední přímá účastnice do dvouhry nastoupila švýcarská 125. hráčka žebříčku Céline Naefová. V důsledku invaze Ruska na Ukrajinu na konci února 2022 řídící organizace tenisu ATP, WTA a ITF s grandslamy rozhodly, že ruští a běloruští tenisté mohli dále na okruzích startovat, ale do odvolání nikoli pod vlajkami Ruska a Běloruska.
První singlový titul na okruhu WTA Tour vybojovala 28letá Němka Tamara Korpatschová z počátku druhé světové stovky. Ve čtyřhře triumfovaly Britka Jodie Burrageová se Švýcarkou Jil Teichmannovou, které získaly první společnou trofej.

## Rozdělení bodů a finančních odměn

### Rozdělení bodů
| Soutěž  | Soutěž      | vítězové | finalisté | semifinalisté | čtvrtfinalisté | 16 v kole | 32 v kole | Q  | Q2 | Q1 |
| ------- | ----------- | -------- | --------- | ------------- | -------------- | --------- | --------- | -- | -- | -- |
| dvouhra | [ 1 ] [ 6 ] | 280      | 180       | 110           | 60             | 30        | 1         | 18 | 12 | 1  |
| čtyřhra | [ 7 ]       | 280      | 180       | 110           | 60             | 1         | —         | —  | —  | —  |

### Finanční odměny
| Soutěž                                | Soutěž      | vítězové | finalisté | semifinalisté | čtvrtfinalisté | 16 v kole | 32 v kole | Q2      | Q1      |
| ------------------------------------- | ----------- | -------- | --------- | ------------- | -------------- | --------- | --------- | ------- | ------- |
| dvouhra                               | [ 1 ] [ 6 ] | 34 228 $ | 20 226 $  | 11 275 $      | 6 417 $        | 4 220 $   | 2 930 $   | 2 400 $ | 1 815 $ |
| čtyřhra                               | [ 7 ]       | 12 447 $ | 7 000 $   | 4 020 $       | 2 400 $        | 1 848 $   | —         | —       | —       |
| částka ve čtyřhrách je uvedena na pár |             |          |           |               |                |           |           |         |         |

## Ženská dvouhra

### Nasazení
| Stát                         | Hráčka              | WTA | Nasazení |
| ---------------------------- | ------------------- | --- | -------- |
| Rumunsko                     | Sorana Cîrsteaová   | 26. | 1.       |
| USA                          | Alycia Parksová     | 53. | 2.       |
| Belgie                       | Greet Minnenová     | 62. | 3.       |
| Španělsko                    | Rebeka Masárová     | 69. | 4.       |
| Rumunsko                     | Ana Bogdanová       | 72. | 5.       |
| Belgie                       | Yanina Wickmayerová | 83. | 6.       |
| Ukrajina                     | Kateryna Baindlová  | 84. | 7.       |
| Spojené království           | Jodie Burrageová    | 91. | 8.       |
| Žebříček WTA k 9. říjnu 2023 |                     |     |          |

### Jiné formy účasti

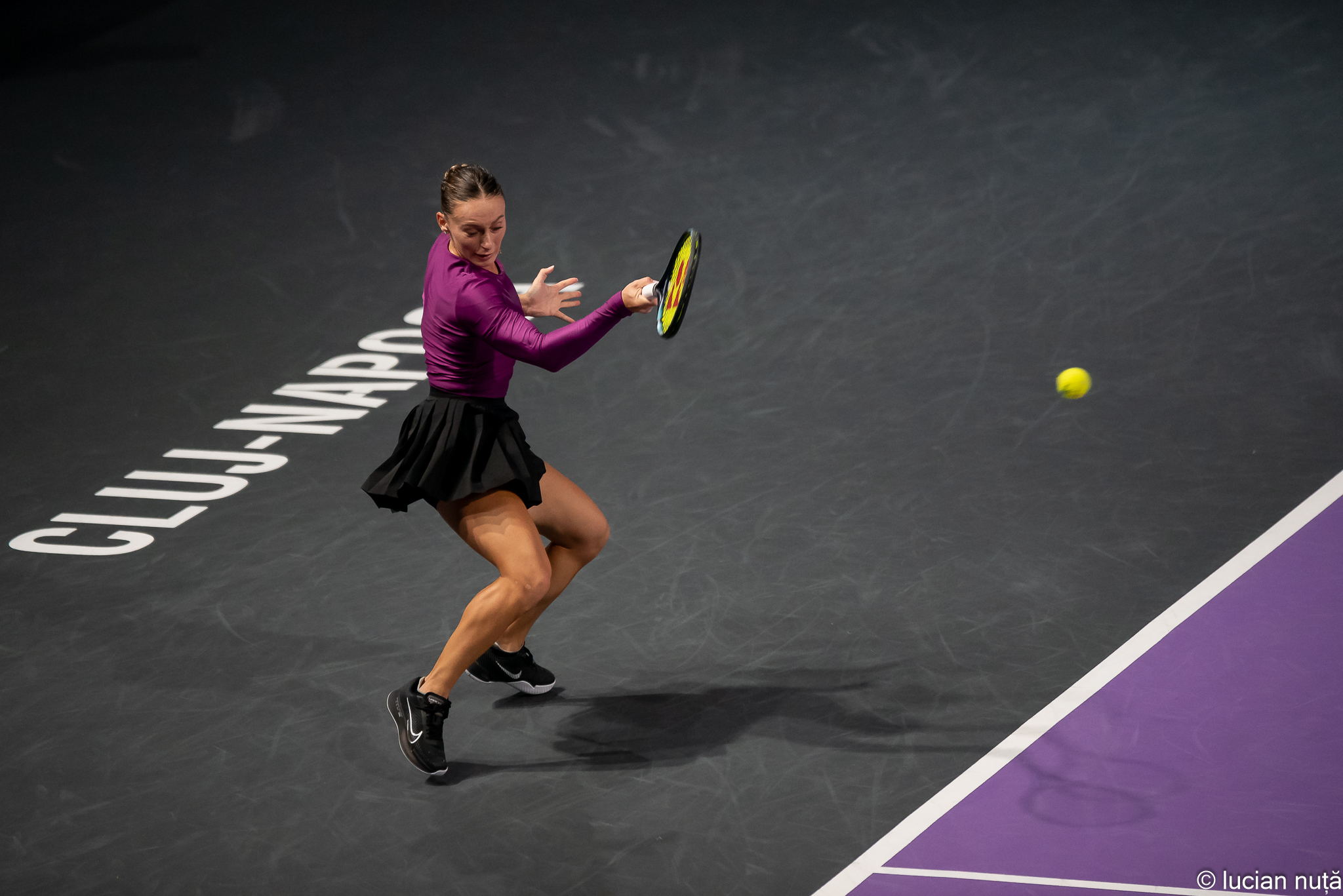
Ana Bogdanová

Následující hráčky obdržely divokou kartu do hlavní soutěže:
- Nikola Bartůňková
- Miriam Bulgaruová
- Elena-Gabriela Ruseová

Následující hráčka nastoupila pod žebříčkovou ochranou: 
- Patricia Maria Țigová

Následující hráčky si zajistily postup z kvalifikace:
- Ilona Georgiana Ghioroaieová
- Jekatěrina Makarovová
- Martha Matoulová
- Anastasija Soboljevová

Následující hráčka postoupila z kvalifikace jako šťastná poražená:
- İpek Özová

### Odhlášení
před zahájením turnaje
- Caroline Garciaová → nahradila ji  Jil Teichmannová
- Anhelina Kalininová → nahradila ji  Léolia Jeanjeanová
- Anastasija Pavljučenkovová → nahradila ji  Ankita Rainová
- Karolína Plíšková → nahradila ji  İpek Özová
- Clara Tausonová → nahradila ji  Darija Snigurová
- Donna Vekićová → nahradila ji  Jessika Ponchetová

## Ženská čtyřhra

### Nasazení
| Stát                                                                     | Hráčka                | Stát     | Hráčka                  | WTA  | Nasazení |
| ------------------------------------------------------------------------ | --------------------- | -------- | ----------------------- | ---- | -------- |
| USA                                                                      | Alycia Parksová       | Rumunsko | Elena-Gabriela Ruseová  | 74.  | 1.       |
| Maďarsko                                                                 | Anna Bondárová        | Belgie   | Kimberley Zimmermannová | 116. | 2.       |
| Belgie                                                                   | Greet Minnenová       | Belgie   | Yanina Wickmayerová     | 131. | 3.       |
| Německo                                                                  | Anna-Lena Friedsamová | Rumunsko | Monica Niculescuová     | 149. | 4.       |
| Žebříček WTA k 9. říjnu 2023; číslo je součtem umístění obou členek páru |                       |          |                         |      |          |

### Jiné formy účasti

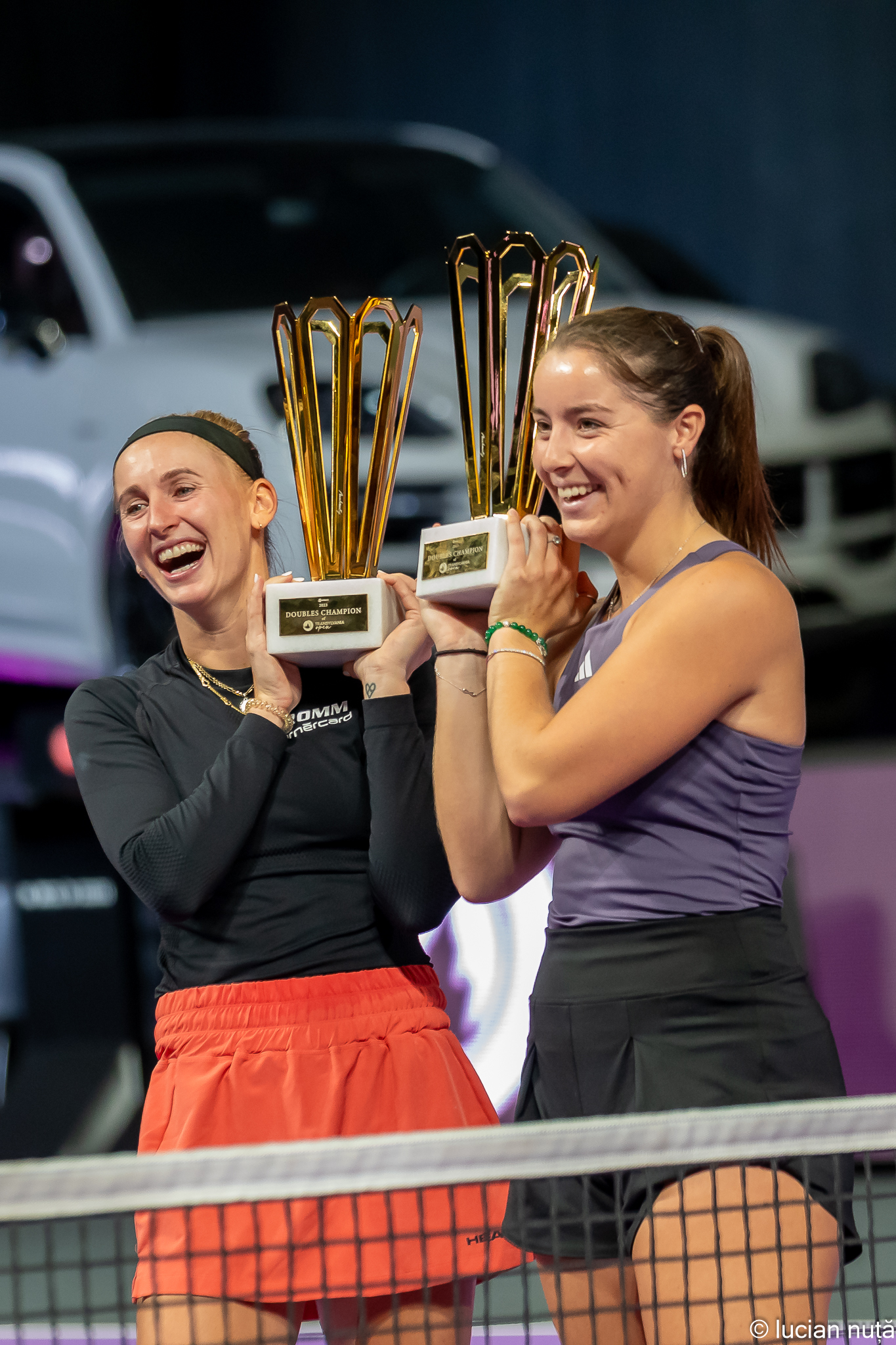
Vítězky Teichmannová s Burrageovou

Následující páry obdržely divokou kartu do hlavní soutěže:
- Ilinca Amarieiová /  Briana Szabóová
- Mara Gaeová /  Viktorija Tomovová

Následující pár nastoupil z pozice náhradníka:
- Ilona Georgiana Ghioroaieová /  Patricia Maria Țigová

### Odhlášení
před zahájením turnaje
- Quinn Gleasonová /  Dajana Jastremská  → nahradily je  Ilona Georgiana Ghioroaieová /  Patricia Maria Țigová

## Přehled finále

### Ženská dvouhra
- Tamara Korpatschová vs.  Elena-Gabriela Ruseová, 6–3, 6–4

### Ženská čtyřhra
- Jodie Burrageová /  Jil Teichmannová vs.  Léolia Jeanjeanová /  Valerija Strachovová, 6–1, 6–4

## Galerie

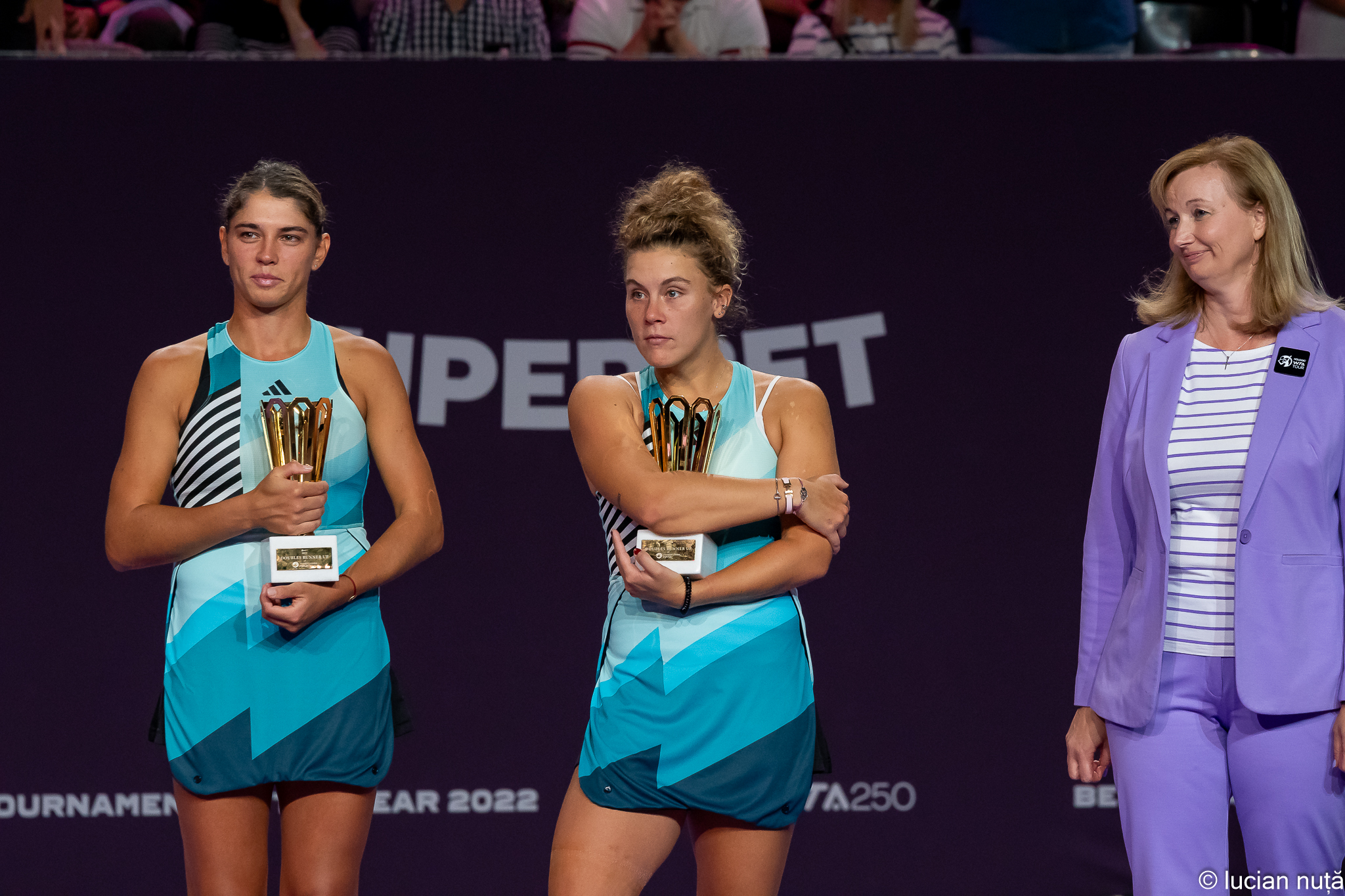
Finalistky Strachovová s Jeanjeanovou
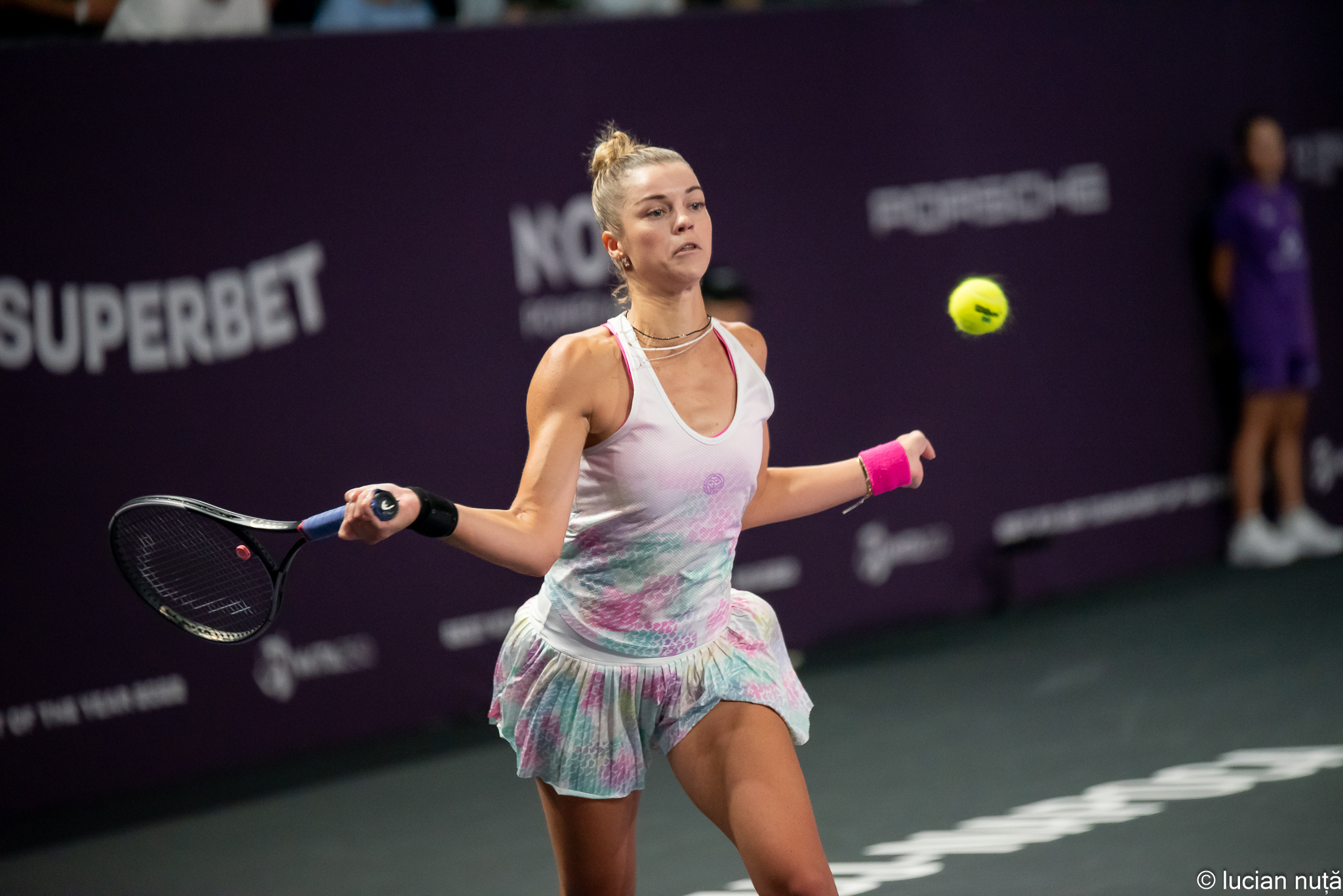
Jekatěrina Makarovová
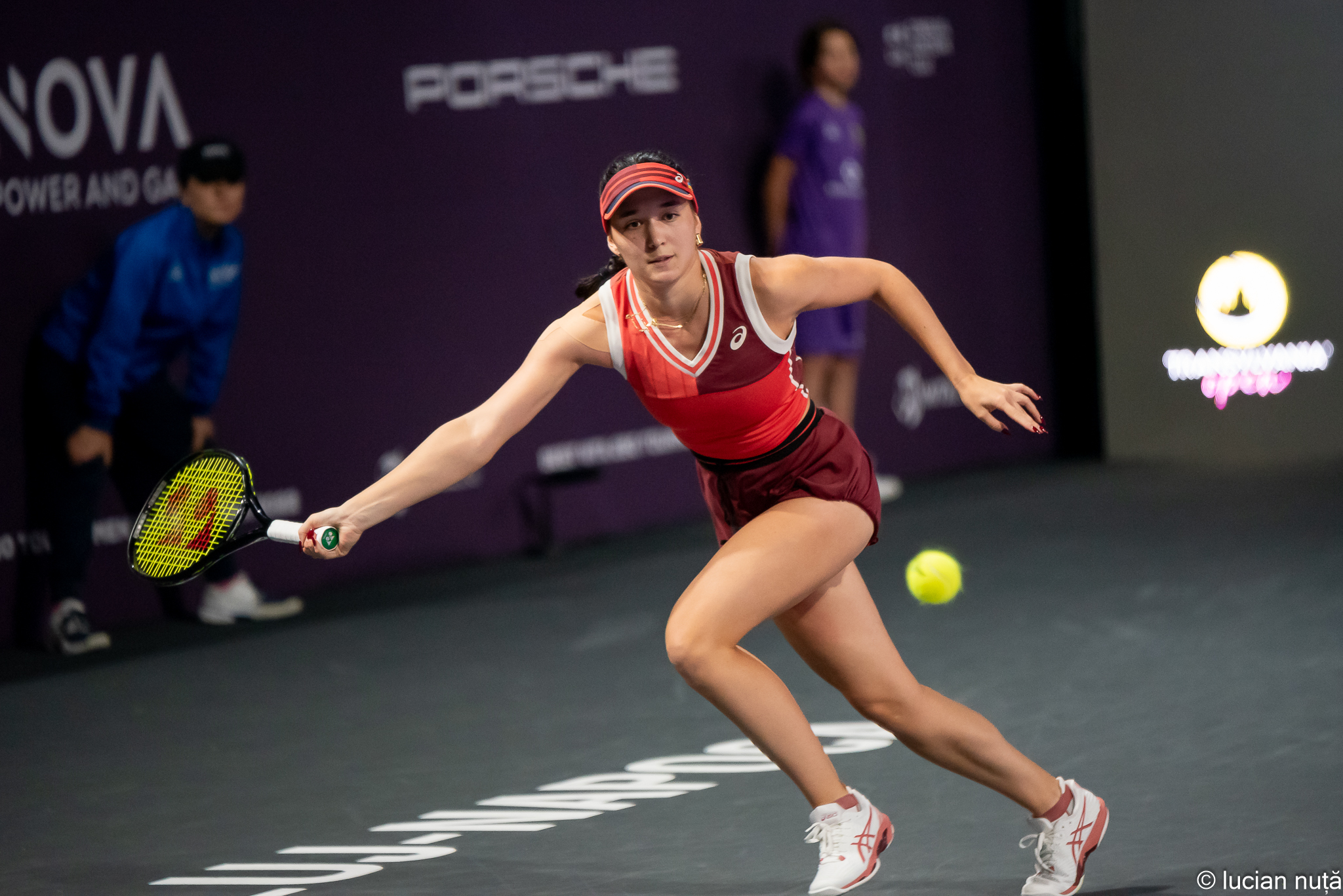
Eva Lysová
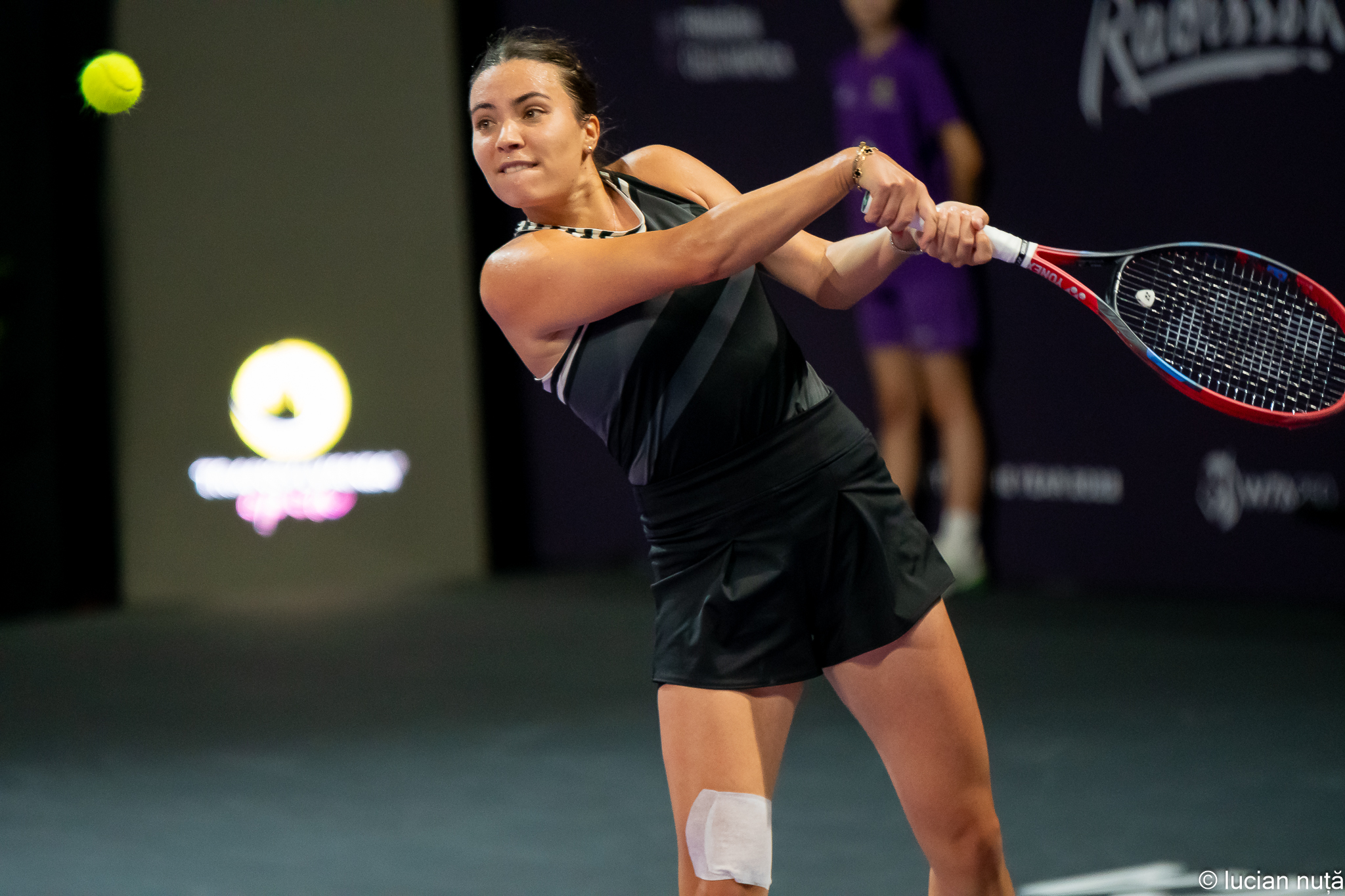
Elena-Gabriela Ruseová
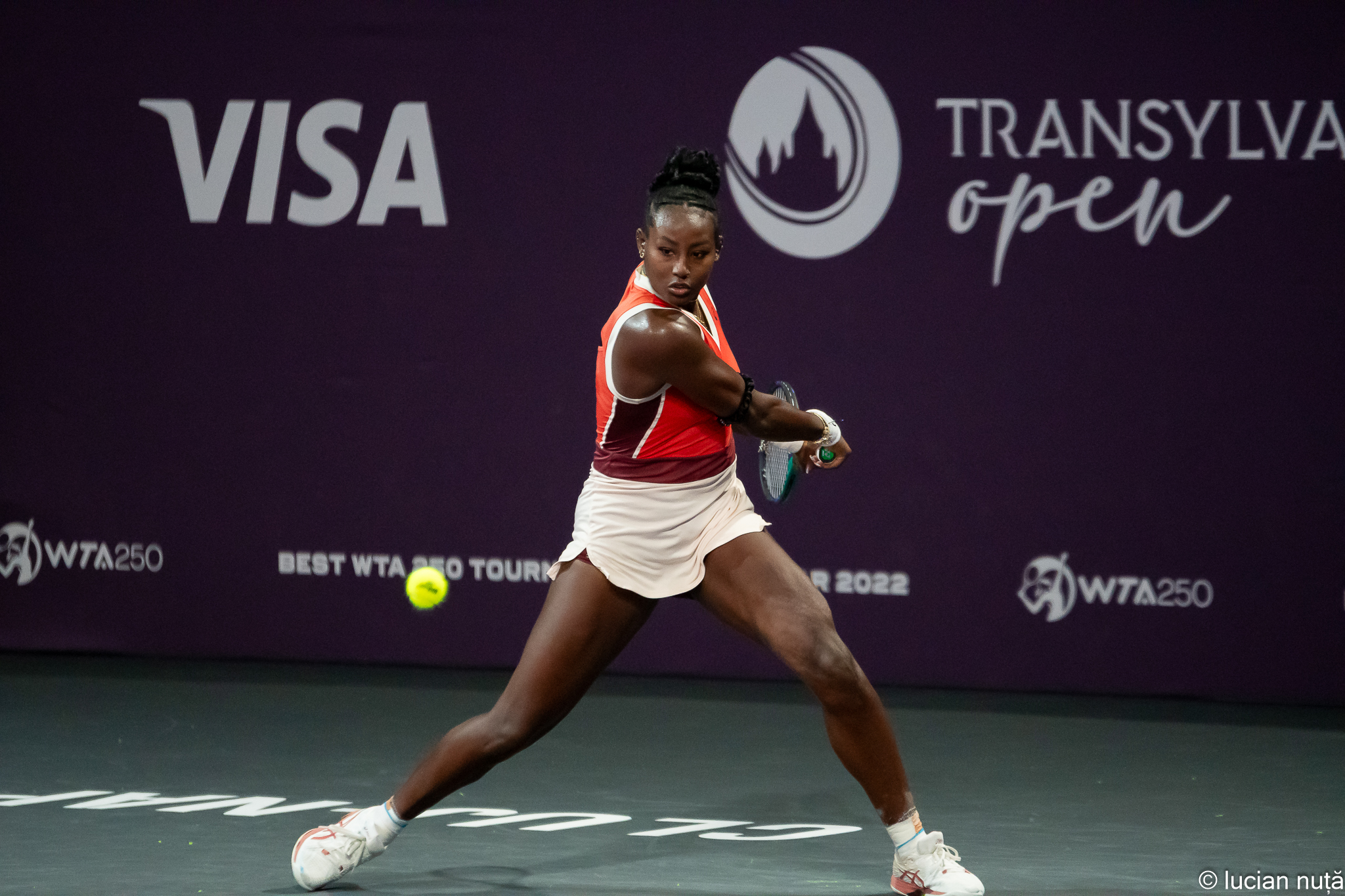
Alycia Parksová
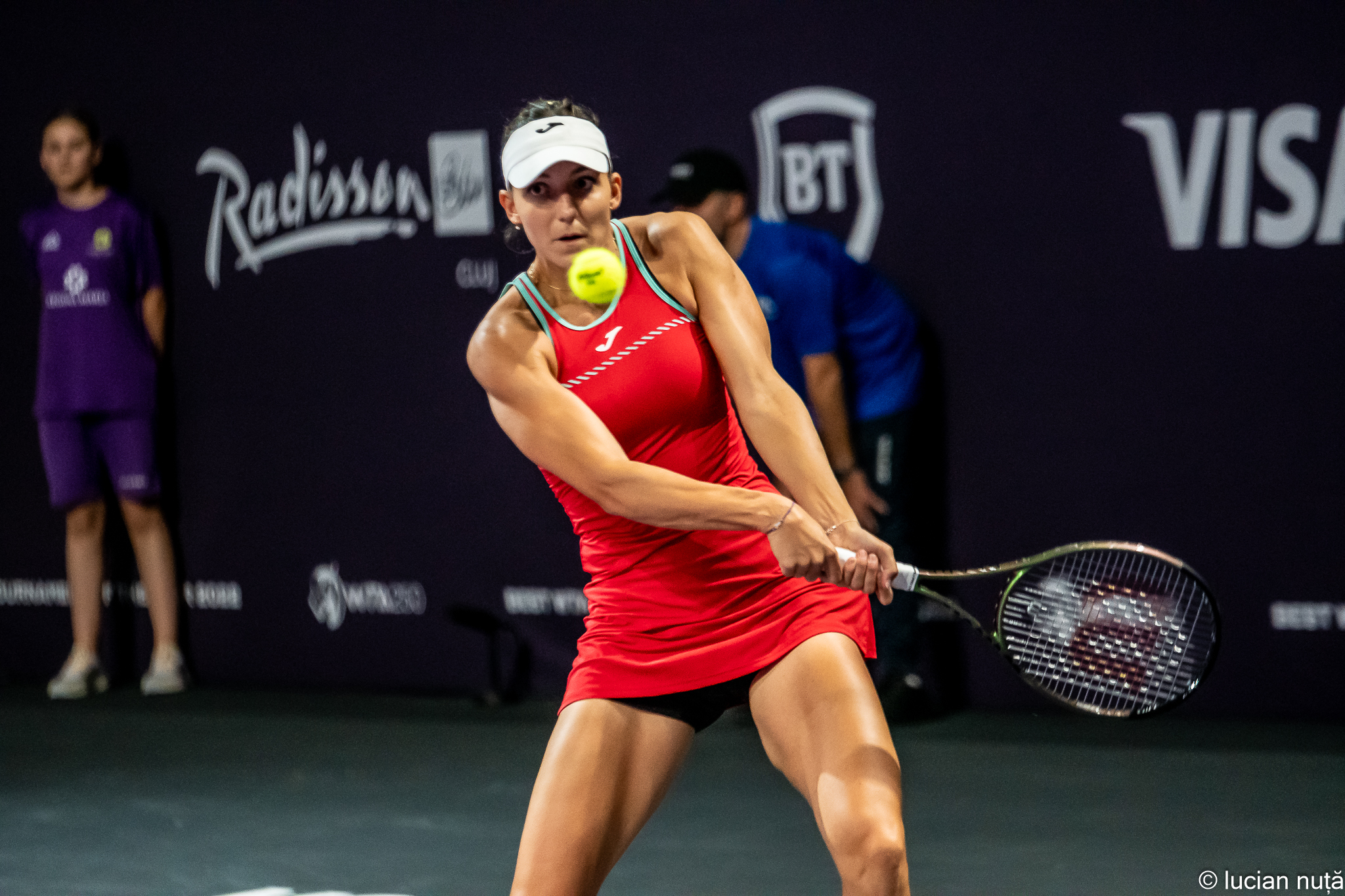
Rebeka Masárová